# 莎拉·麥里歐
莎拉·麥里歐（英語：Sarah McLeod，1971年7月18日—）是一名紐西蘭電影及電視劇女演員，因在《魔戒電影三部曲》中飾演山姆·詹吉之妻小玫·卡頓而知名。

## 生平
莎拉·麥里歐於1971年7月18日在紐西蘭的普塔魯魯出生。
麥里歐曾在彼得·傑克森早期的一部偽紀錄片《被遗忘的影片》中擔任演員。後來在麥里歐懷孕六個月時，《魔戒》電影的選角導演Liz Mulane邀請她為小玫·卡頓的角色試鏡，四個月後麥里歐生下女兒時，她被告知獲選飾演小玫·卡頓的角色。而麥里歐的女兒Maisy也在《魔戒三部曲：王者再臨》的一幕中飾演山姆與小玫的女兒。
2007年，麥里歐與克萊格·帕克、布魯斯·霍普金斯等其他十四名《魔戒》演員共同對新線影業發起訴訟，表示他們沒有從電影演出的相關產品得到應得的收益；此案於2008年審結，各演員皆獲得了補償。
2008至2009年間，麥里歐在紐西蘭電視劇《肖特蘭街》中飾演Cindy Watson。

## 外部連結
- 莎拉·麥里歐在互联网电影资料库（IMDb）上的資料（英文）